# Temple de Mercure (Rome)
Pour les articles homonymes, voir Temple de Mercure.
Le temple de Mercure (en latin : Templum Mercurii ou Aedes Mercurius) de Rome est un petit temple romain dédié à Mercure, construit au début du Ve siècle av. J.-C. sur l'Aventin.

## Localisation
Le temple est situé sur les pentes de l'Aventin donnant vers le Circus Maximus et le mont Palatin, du côté de la borne Murcia (retro metas Murtias),.

## Histoire
Le temple est dédié en 495 av. J.-C. par un centurion primipile, Marcus Plaetorius, qui s'est vu attribuer cet honneur par le peuple,. Selon Ovide, l'anniversaire de la dédicace (dies natalis) est célébré le 15 mai (ides de mai), surtout par les négociants et les marchands. Selon Macrobe et Martial, le temple est dédié au culte de Mercure et de sa mère Maïa, l'aînée des Pléiades,,.
Bien qu'il n'en soit fait aucune mention, le temple semble avoir été restauré par Marc Aurèle qui fait frapper des pièces de monnaie à cette occasion, portant l'inscription RELIG AVG. Il est toujours debout au IVe siècle, cité par les Régionnaires de Rome qui le situent dans la Regio XI, mais aucun vestige n'a été pour l'instant mis au jour.

## Description
Si le temple représenté sur les pièces de monnaie de Marc Aurèle, correspond au temple de Mercure de l'Aventin, celui-ci a une apparence particulière. Le podium de trois marches est surmonté de quatre piliers dont les chapiteaux sont remplacés par des bustes d'Hermès, un peu à l'image des caryatides. Ces piliers supportent un fronton courbe dont le tympan est décoré de reliefs représentant des animaux (une tortue, un coq et un bélier) et les attributs du dieu Mercure. Une statue de ce dernier, représenté nu ou portant une cape courte, est visible entre les piliers de la façade, placée sur une haute base,.